# Alte Waage (Eisleben)
Die Alte Waage ist ein denkmalgeschütztes Gebäude an der östlichen Schmalseite des Marktplatzes der Altstadt von Lutherstadt Eisleben im Landkreis Mansfeld-Südharz in Sachsen-Anhalt, Deutschland. Das im 16. Jahrhundert erbaute Gebäude, bestehend aus einem ehemaligen Kaufhaus und der eigentlichen gräflichen Anstalt zum Wiegen des Kupferzehnts (siehe Waage (städtisches Gebäude)) beherbergt heute Wohnungen und Geschäfte.

## Lage
Die Alte Waage befindet sich am östlichen Rand des Marktplatzes der Lutherstadt Eisleben, direkt gegenüber dem Rathaus der Altstadt (Adresse Markt 22). Sie wird seitlich von zwei Zuwegungen vom Markt zur Freistraße sowie auf ihrer Hinterseite von der Naschgasse begrenzt. Die Langachse des Gebäudes eckigen Grundrisses ist ca. nordsüdlich, wenige Grad gegen den Uhrzeigersinn rotiert, ausgerichtet.

## Bauwerk
Es handelt sich um einen stattlichen Bau mit Walmdach, der eine breite Front zum Marktplatz besitzt. Das Gebäude wurde im 16. Jahrhundert als Ersatz eines früheren Kauf- oder Gewandhauses errichtet.  Im Erdgeschoss mit seinen hohen Räumen befand sich die amtliche Waage der Grafen von Mansfeld zum Abwiegen des Zehnts aus dem Kupferbergbau des Mansfelder Reviers (siehe Mansfeld (Unternehmen)). Im Jahre 1689 wurde das Bauwerk fast völlig zerstört und anschließend mehrfach umgebaut. Von der vorherigen Zeit sind noch die spätgotischen Vorhangbogenfenster an der Rückseite des Gebäudes sowie ein Kreuzgewölbe im Treppenhaus erhalten. Zwischen 1840 und 1877 erhielt das Gebäude im Großen und Ganzen seine heutige, spätklassizistische Gestalt. Es besitzt elf Fensterachsen an der Traufseite sowie sechs an der Giebelseite. Über dem Erdgeschoss befinden sich zwei Obergeschosse des ehemaligen Kaufhauses.